# Sport Académie
Pour les articles homonymes, voir Sweat.
Sport Académie (Sweat) est une série télévisée dramatique australienne en 26 épisodes de 25 minutes réalisée par John Rapsey, produite par Barron Entertainment à Perth et diffusée du 20 avril au 19 novembre 1996 sur Network Ten.
Au Québec, elle a été diffusée à partir du 2 septembre 1997 sur Canal Famille. Les infos de diffusion dans les autres pays francophones reste inconnue.

## Synopsis
La série est centrée sur les étudiants d'une école australienne pour athlètes surdoués.

## Distribution
- Melissa Thomas : Sandy Fricker
- Tai Nguyen (en) : Nhon Huong Tran, Noodle
- Martin Henderson : Tom Nash
- Inge Hornstra (en) : Tatyana « Tats » Alecsandri
- Tahnie Merrey : Evie Hogan
- Heath Ledger : Snowy Bowles
- Heath Bergersen : Stewie Perkins
- Matt Castelli : Danny Rodriguez
- Paul Tassone (VF : Olivier Destrez) : Don Majors
- Claire Sprunt : Leila Rasheed
- Sara Olivia Ledger : Angela Bowles

 Source et légende : version française (VF) sur RS Doublage

## Commentaire
Sweat fut le premier rôle régulier de Heath Ledger dans une série télévisée. Il y jouait Snowy Bowles, un cycliste gay. Sa jeune cousine, Sara Olivia Ledger, jouait le rôle de sa petite sœur.